# Aimophila quinquestriata
El gorrión cincorrayas o chingolo cincorrayas (Aimophila quinquestriata) es un especie de ave paseriforme de la familia Passerellidae que habita principalmente en las montañas del occidente de México y es ocasional en el suroeste de los Estados Unidos.
Es una especie de 14 cm de longitud, que debe su nombre a la presencia de cinco rayas blancas en la cabeza: una sobre cada ojo y tres en la garganta, estas últimas divididas entre sí por dos rayas negras. Las mejillas, el pico son grises y los flancos son grises. El pecho también es gris, pero con una pequeña mancha negra al centro, que limita con el vientre blanco.
Se distribuye a lo largo de la Sierra Madre Occidental, desde el noreste del estado mexicano de Sonora hasta Jalisco. Hay registros marginales en Arizona y Nuevo México, EE. UU. Habita a elevaciones medias en áreas ricas en arbustos y en pastizales.